# Comunidade Intermunicipal do Ave

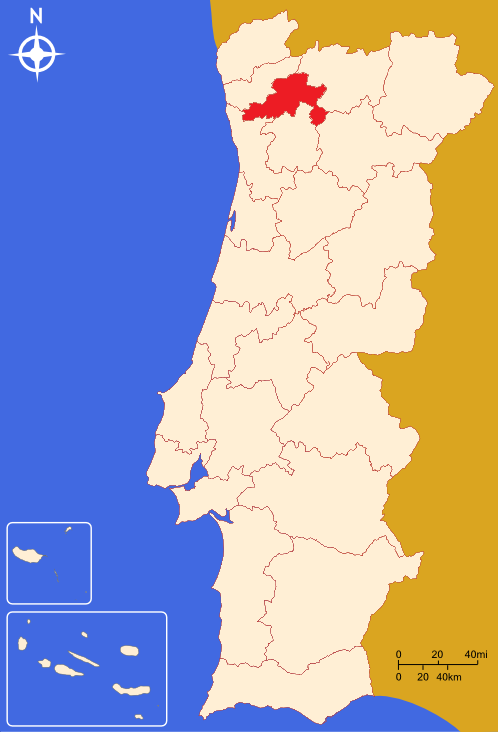
Comunidade Intermunicipal do Ave

A Comunidade Intermunicipal do Ave, também designada por CIM Ave, é uma comunidade intermunicipal (CIM) de Portugal. É composta por 8 municípios. A área geográfica corresponde à NUTS III do Ave.

## Municípios
| Municípios          | Área (km²) | Habitantes (2021) | Habitantes (2011) | Variação |
| ------------------- | ---------- | ----------------- | ----------------- | -------- |
| Guimarães           | 240,95     | 156 830           | 158 124           | -0,8%    |
| Famalicão           | 201,59     | 133 534           | 133 832           | -0,2%    |
| Fafe                | 219,08     | 48 497            | 50 633            | -4,2%    |
| Vizela              | 24,70      | 23 896            | 23 736            | +0,7%    |
| Póvoa de Lanhoso    | 134,65     | 21 775            | 21 886            | -0,5%    |
| Cabeceiras de Basto | 241,82     | 15 558            | 16 710            | -6,9%    |
| Vieira do Minho     | 218,05     | 11 955            | 12 997            | -8,0%    |
| Mondim de Basto     | 172,08     | 6 410             | 7 493             | -14,5%   |
| Total               | 1 452,92   | 418 455           | 425 411           | -1,6%    |

## Objetivos

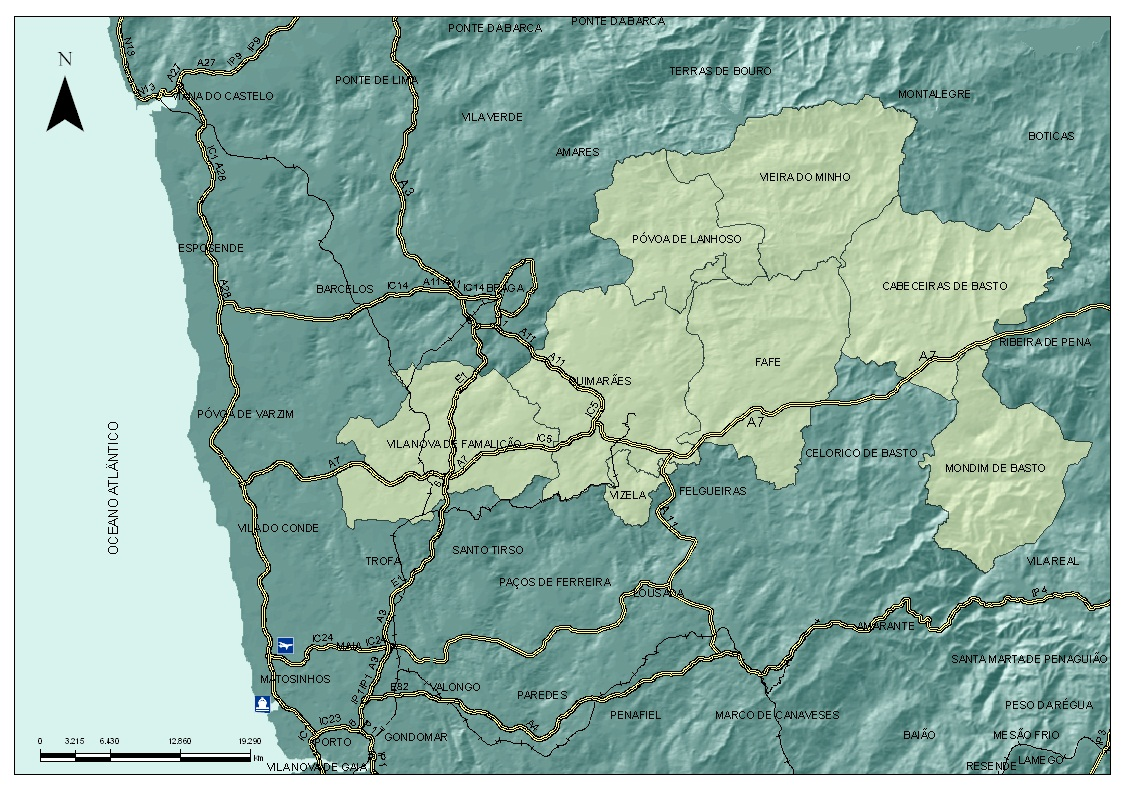
NUT III Ave, Portugal

Os objetivos da Comunidade Intermunicipal estão presentes na Lei 75/2013 12 de setembro.